# La Santa Espina (sardane)
Pour les articles homonymes, voir La Santa Espina et Espina.
La Santa Espina est une sardane écrite par Àngel Guimerà sur une musique d'Enric Morera. Elle fait partie de la zarzuela du même nom. C'est la sardane la plus connue d'Enric Morera et est considérée comme un hymne patriotique par les Catalans. Elle fut jouée pour la première fois en 1907 au Teatre Principal de Barcelone.

## Présentation
Elle fut interdite sous les dictatures de Primo de Rivera et Franco. Le 5 septembre 1924 le général Losada, gouverneur civil de Barcelone défend une circulaire l'interdisant dans les termes suivants :

« Il est arrivé à la connaissance de ce gouvernement civil, de manière exempte de doute, que certains éléments ont transformé la sardane La Santa Espina en un hymne représentatif d'idées détestables, d'aspirations criminelles et que sa musique est écoutée avec le respect et la révérence dus aux hymnes nationaux. J'ai approuvé l'interdiction de jouer et de chanter la sardane mentionnée sur la voie publique, les salles de spectacle et dans les réunions champêtres, et j'ai prévenu les contrevenants qu'ils seront châtiés avec toute la rigueur nécessaire. »

— Général Losada, 5 septembre 1924
Guimerà et Morera sont aussi les auteurs/compositeurs de La Sardana de les Monges.
Un poème de Louis Aragon de même nom rend hommage à cette sardane interdite en incluant quantité de symboles de la Catalogne.

## Texte
| Paroles en catalan |  | Paroles en français |
| --- |  | --- |
| Som i serem gent catalana tant si es vol com si no es vol, que no hi ha terra més ufana sota la capa del sol. Déu va passar-hi en primavera i tot cantava al seu pas. Canta la terra encara entera, i canta que cantaràs. Canta l'ocell, lo riu, la planta canten la lluna i el sol. I tot treballant la dona canta, i canta al peu del bressol. I canta a dintre de la terra el passat ja mai passat, i jorns i nits, de serra en serra, com tot canta al Montserrat. Som i serem gent catalana tant si es vol com si no es vol, que no hi ha terra més ufana sota la capa del sol. |  | Nous sommes et nous serons le peuple catalan qu'on le veuille ou non parce qu'il n'y a pas de terre plus prospère sous le manteau du soleil. Dieu est passé ici au printemps et tout chantait sous ses pas. La terre entière chante encore, et elle chante ce que tu chanteras. L'oiseau,le ruisseau, la plante chante, la lune et le soleil chantent, tout en travaillant la femme chante, et elle chante au pied du berceau. Et du fond de la terre, le passé jamais passé chante, et jours et nuits, de monts en monts, comme le reste, Montserrat chante. Nous sommes et nous serons le peuple catalan qu'on le veuille ou non parce qu'il n'y a pas de terre plus prospère sous le manteau du soleil. |